# Staatsburgh (mansión)
Staatsburgh (también conocida como mansión Hills) es una mansión Beaux-Arts diseñada por McKim, Mead y White y el paisaje circundante de la casa en la aldea de Staatsburg, en el estado de Nueva York (Estados Unidos). El sitio histórico se encuentra dentro del Parque Estatal Ogden Mills & Ruth Livingston Mills. La mansión, un sitio histórico del estado de Nueva York, se considera un buen ejemplo de las grandes propiedades construidas durante la Gilded Age.

## Historia

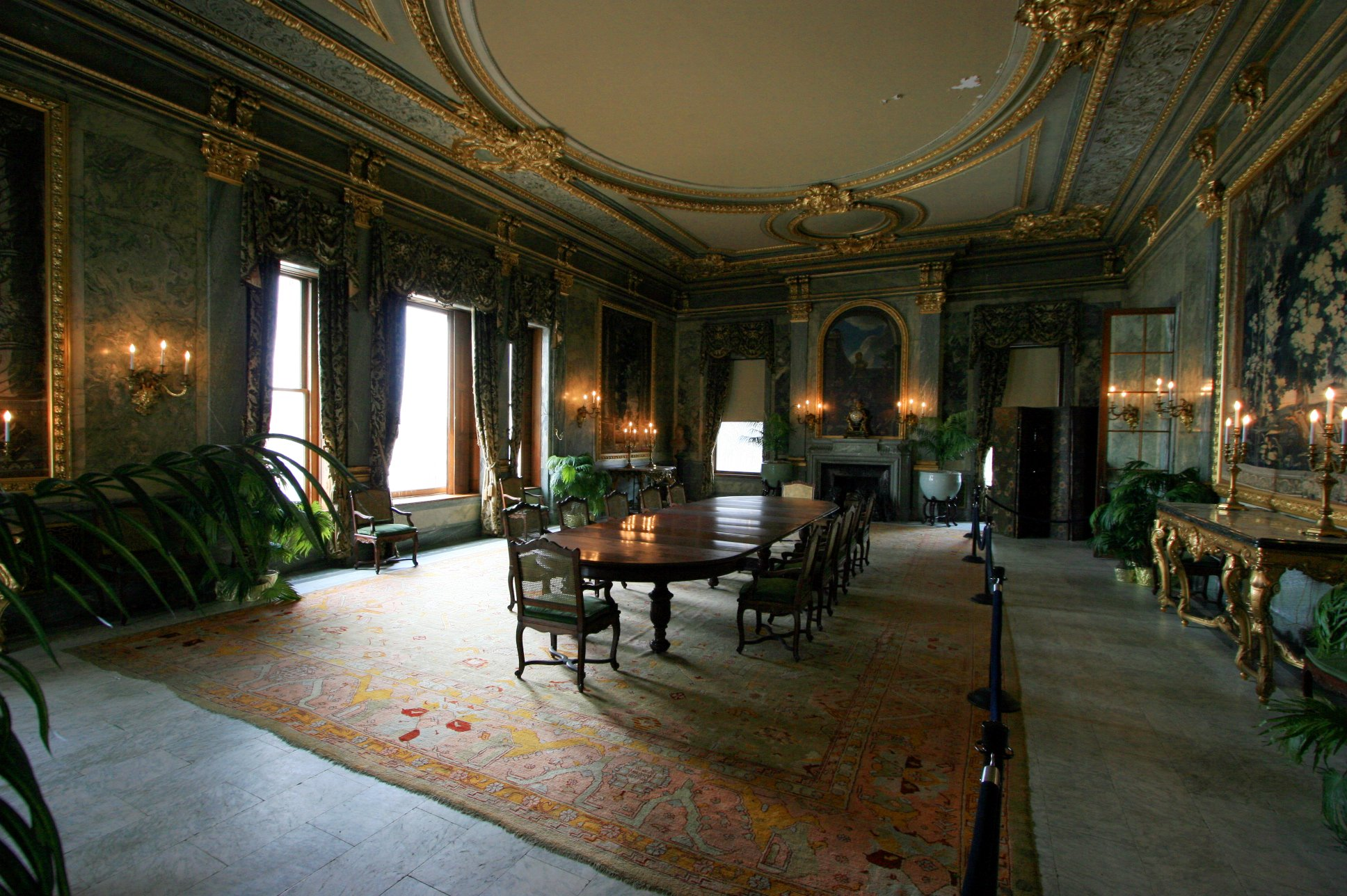
El comedor

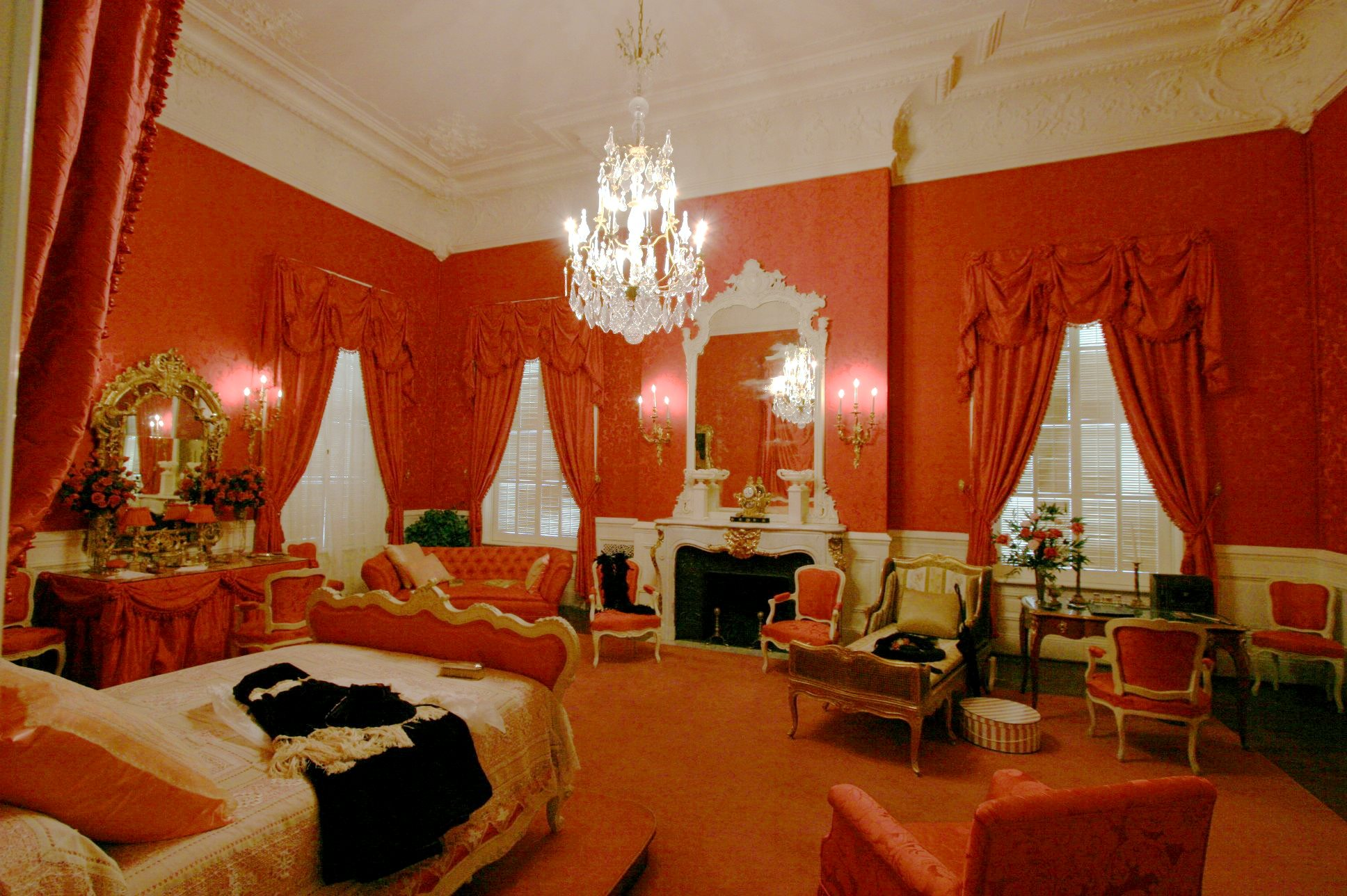
El dormitorio de Ruth Livingston Mills

En 1792, Morgan Lewis, el tercer gobernador de Nueva York, compró una propiedad que cubría aproximadamente 135 ha y encargó la construcción de una casa de estilo colonial en el sitio de la actual mansión. En el verano de 1824, en su visita a los Estados Unidos, el marqués de Lafayette cenó allí mientras se dirigía río arriba para visitar al cuñado de Lewis, el canciller Livingston. En 1832, esta primera casa fue destruida por un incendio, que se dice fue provocado por agricultores arrendatarios descontentos. Después del incendio, Morgan Lewis y su esposa, Gertrude Livingston, hermana del canciller Robert R. Livingston, inmediatamente reemplazaron la estructura con una mansión neogriega con 25 habitaciones. La casa fue heredada en 1844 por la hija de Morgan Lewis, Margaret, y su esposo Maturin Livingston ; y en 1847 por el hijo de la pareja, Maturin Livingston Jr.
En 1890, Ruth Livingston Mills, bisnieta de Morgan Lewis y madre de Ogden L. Mills, Secretario del Tesoro, heredó la propiedad. Poco tiempo después, Ruth Livingston Mills y su esposo, el financiero y filántropo Ogden Mills, encargaron la remodelación y ampliación de la mansión al estudio de arquitectura McKim, Mead y White; el arquitecto principal fue Stanford White. El trabajo comenzó en 1895 y cuando se completó al año siguiente, había convertido la casa en una mansión de estilo Beaux-Arts con 65 habitaciones, 14 baños y 23 chimeneas. Se informa que el trabajo costó alrededor de 350 000 dólares. Como parte del proceso, se construyó una planta eléctrica a carbón cerca del río Hudson para suministrar las luces eléctricas en la mansión, que también estaba equipada con calefacción central. La mansión fue utilizada como residencia y para el entretenimiento de la familia; eran propietarios de cinco casas en total y se quedaban en Staatsburgh principalmente durante la temporada de otoño, entre mediados de septiembre y las vacaciones de Navidad. Durante este tiempo, organizaban fiestas, bailes y cenas en casa. Durante el resto del año, la familia se quedaba en una de sus otras residencias en la ciudad de Nueva York, París, Newport, Rhode Island y California. Antes de su muerte, Ruth Livingston Mills comenzó a adquirir tierras que rodean la finca. Después de su muerte en 1920, Ogden Mills continuó comprando terrenos circundantes, ampliando la superficie de la propiedad a un total de más de 6500 ha, el tamaño de los terrenos de la mansión en el momento en que se entregó al estado de Nueva York. En 1929, la propiedad pasó a su hijo, Ogden Livingston Mills y a su muerte en 1937, a su hermana Gladys Mills Phipps.
En 1938, Gladys Mills Phipps donó la casa y 77,7 ha de tierra al estado de Nueva York como un monumento a sus padres. Como sitio histórico estatal, la propiedad es operada por la Oficina de Parques, Recreación y Preservación Histórica del Estado de Nueva York. En 1988, la Mansión Friends of Mills se organizó para apoyar la preservación y el trabajo educativo en el sitio.

## Diseño
El exterior de la mansión presenta un pórtico enorme, balaustradas, pilastras y festones florales. La parte central de la mansión está dividida en un sótano, tres pisos y un ático. En las alas norte y sur, hay un subsótano, un sótano y dos pisos. Los techos en la parte más antigua del edificio que datan antes de la ampliación (el primer piso de la parte central) miden aproximadamente 4,3 m altura, mientras que los techos de la construcción posterior (primer piso de las alas norte y sur) pueden tener unos 5,5 m alto. El interior del edificio está decorado en estilos franceses de los siglos XVII y XVIII. Sin embargo, algunos elementos arquitectónicos de la casa anterior se han conservado en el proceso.

## Preservación
La Mansión Mills plantea varios desafíos para la preservación: En el exterior, un acabado de hormigón proyectado gris que se agregó más tarde como medida de preservación debe eliminarse y reemplazarse con un tratamiento de superficie más adecuado. Al mismo tiempo, la cornisa decorativa y muchos elementos decorativos deben ser restaurados o reemplazados. En el interior del edificio, es necesario reemplazar la pintura de las paredes y las telas de muebles, las superficies de mármol y madera deben limpiarse y los objetos de la colección de la mansión deben conservarse.